# Tomaspis praenitidia
Tomaspis praenitidia är en insektsart som beskrevs av Fowler 1897. Tomaspis praenitidia ingår i släktet Tomaspis och familjen spottstritar. Inga underarter finns listade i Catalogue of Life.